# 2009年7月英國

## 7月31日
- 著名英格蘭足球教練及球員卜比·笠臣爵士因肺癌病逝，終年76歲。BBC （页面存档备份，存于）、泰晤士報 （页面存档备份，存于）
- 英國航空首個季度錄得9,400萬鎊營運虧損，稅前損失達1.48億英鎊，是1987年2月公司私有化以來錄得的最大季度虧損。泰晤士報[]

## 7月30日
- 內政大臣莊翰生首度展示計劃推出的英國國民版本身分證，並預料國民版身分證會在年底率先於大曼徹斯特推出。BBC （页面存档备份，存于）
- 伊拉克調查委員會主席約翰·柴考特爵士（Sir John Chilcot）表示由於調查工作量異常龐大，調查可能要到2011年才可完成。BBC （页面存档备份，存于）

## 7月29日
- 多個家庭早前聯合入稟，控告科比地方議會多年來未有妥善處理有毒廢料，導致他們誕下畸胎，高等法院今裁定控方得值，議會代表得悉判決後表示「失望」。BBC （页面存档备份，存于）
- 倫敦衛生及熱帶藥物學院發表調查報告，認為有機食物不會對人體健康帶來任何特別的好處；提倡進食有機食物的土壤協會則批評調查欠深入。BBC （页面存档备份，存于）

## 7月28日
- 上院科學及科技委員會發表報告，批評政府仍未作足準備，預防可能在秋天突如其來的第二波豬流感疫情。泰晤士報 （页面存档备份，存于）
- 國防部向上訴法院提出上訴，反對向兩名因傷領取補償的軍人調高補償金額。BBC （页面存档备份，存于）

## 7月27日
- 致力為踞喀兵爭取居英權的英國女演員祖安娜·盧利到訪尼泊爾，並獲該國總理馬達夫·庫馬爾·內帕爾接見。內帕爾答謝她為英軍踞喀兵「爭取公義」。BBC （页面存档备份，存于）
- 下院交通委員會發表報告，批評私人鐵路公司憑籍專營權謀取暴利，車費加幅多年來都高於通漲水平，呼籲政府及早改革現行制度，重新國有化部份路線可能是其一解決方案。BBC （页面存档备份，存于）

## 7月26日
- 內政部表示，在新推出的身份證計劃中，所有貴族及其家眷，以及所有爵士、從男爵及他們的妻子，在身份證上會列明所有法定賦予的封號和頭銜。BBC （页面存档备份，存于）
- 財相戴理德在BBC一個清談節目中表示，雖然工黨在剛舉行的大選大敗，而自己亦非樂觀主義者，但相信工黨在白高敦的帶領下「可以及將會赢得大選」。BBC （页面存档备份，存于）

## 7月25日
- 英國最後一位曾參與一戰塹壕戰的在世退伍軍人哈利·帕奇（Harry Patch）故世，終年111歲。泰晤士報 （页面存档备份，存于）、BBC （页面存档备份，存于）、BBC（页面存档备份，存于）
- 有工黨議員，包括前內政大臣祈卓禮，批評英揆白高敦要直接為北諾里奇補選大敗負責。BBC （页面存档备份，存于）

## 7月24日
- 下院北諾里奇選區補選點票結束，保守黨候選人高票當選，攻破這個過去一直由工黨穩守的選區。BBC （页面存档备份，存于）
- 謝拉特酒吧聚眾毆鬥案審結，陪審團裁定謝拉特罪名不成立，當庭獲釋。泰晤士報[]

## 7月23日
- 英國上周新增約100,000宗豬流感個案，升幅接近一倍，現時有850人因感染豬流感住院，其中63人情況危殆。而政府設立的全國豬流感熱線及網站開始提供服務。泰晤士報 （页面存档备份，存于）、BBC （页面存档备份，存于）
- 環境局及警方就1,400噸有毒廢料遭非法運往巴西一事展開調查，搜查英格蘭斯文敦三處地方，並拘捕三人歸案。BBC （页面存档备份，存于）
- 謝拉特酒吧聚眾毆鬥案繼續在利物浦皇室法庭展開聆訊，謝拉特在庭上指自己出拳是出於自衛，並對事件造成的誤會致歉。BBC （页面存档备份，存于）

## 7月22日
- 對於有官員指英軍在阿富汗缺乏直昇機，英揆白高敦表示英軍在當地擁有足夠直昇機，而上月一連串英兵遇襲陣亡事件與直昇機短缺無關。BBC （页面存档备份，存于）
- 有組織指小朋友患腦膜炎及敗血症等病的症狀與患豬流感相似，呼籲家長為小朋友致電全國豬流感熱線接受線上斷症時，要加倍留意，慎防斷錯症。至於現時全國累積豬流感死亡個案再升至31宗。泰晤士報[]

## 7月21日
- 西班牙外交大臣抵達直布羅陀會見外相文禮彬，這是近300年來首次有西班牙官員到訪直布羅陀。BBC （页面存档备份，存于）
- 利物浦足球會隊長謝拉特在酒吧聚眾毆鬥一案正式在利物浦皇室法庭開審，控方指謝拉特當日毆打原告時活像職業拳手。BBC[]

## 7月20日
- 政府的聯合恐怖主義分析中心將國際恐怖襲擊威脅級別由「嚴重」調低為「存在」，是2005年倫敦七七爆炸案發生前以來的最低級別，但內政大臣莊翰生強調英國仍面對「真正而嚴峻」的恐怖襲擊風險。泰晤士報[]
- 衛生大臣貝安德宣佈，政府將在本周為英格蘭地區開設一條全國流感熱線，熱線將會提供線上斷症及處方服務，以減輕現時不少診所及醫院的負荷。至今全英國因豬流感的死亡個案共有29宗，其中英格蘭佔26宗，蘇格蘭3宗。BBC （页面存档备份，存于）

## 7月19日
- 巴西政府指控有多達1,400噸來自英國的有毒廢料企圖經南美海港非法入口該國進行回收，英國環境局承諾出資動用90個貨櫃收回有關廢料。泰晤士報[]
- 保守黨影子財相喬治·奧斯本證實早前消息，指該黨一旦上台會廢除「失敗的」金融服務局，並將其監察權力重交英倫銀行。BBC （页面存档备份，存于）

## 7月18日
- 全球最長壽男性亨利·阿林厄姆逝世，終年113歲，阿林厄姆生前是英國僅餘三名一戰老兵的其中一位。英女皇伊利沙伯二世及皇儲查理斯王子等皆致以深切軫悼。BBC （页面存档备份，存于）、BBC （页面存档备份，存于）
- 政府計劃進一步改革上議院，其中包括賦予終身貴族與世襲貴族一樣有放棄爵位的權利，同時計劃在未來逐步淘汰世襲貴族在上院僅餘的議席。BBC （页面存档备份，存于）

## 7月17日
- 對於軍方不少輿論要求政府投放更多設備，以防範駐阿富汗英軍繼續受路邊炸彈襲擊，唐寧街10號發言人回應指首相正考慮這些建議。BBC （页面存档备份，存于）
- 巴克萊銀行職方不滿資方計劃向所有新入職及現職員工取消現行的長俸制度，準備於8月就大罷工發起投票，假如投票獲得通過，代表25,000職工的工會將於9月發動大罷工。BBC （页面存档备份，存于）

## 7月16日
- 英國的豬流感死亡案例由星期一的17宗上升至今日的29宗，有衛生官員估計，假如全國三成人口染病，死亡個案有機會升至65,000宗。泰晤士報 （页面存档备份，存于）、BBC （页面存档备份，存于）
- 內政部數據示，英格蘭及威爾斯2008及2009年度的整體罪案率較上一年度下降5%，其中謀殺案及誤殺案只有648宗，較上年度減少17%，是過去20年來最低的數字；不過持刀企圖謀殺案則上升11%，高買案亦上升10%。有反對黨議員質疑整體罪案數字下降是因為多了市民怯於舉報。BBC （页面存档备份，存于）
- 前首相貝理雅夫人彭雪玲懷疑感染豬流感，未能前往利物浦大學出席榮譽法學博士學位領受儀式。BBC （页面存档备份，存于）

## 7月15日
- 政府數據顯示英國就業情況繼續惡化，3月至5月全國失業人數急升28.1萬，是自1971年開展統計以來錄得的最大季度升幅；至於總失業人數升至238萬，是1995年10月以來最高。泰晤士報[]、BBC （页面存档备份，存于）
- 政府正計劃逐步提高對可再生能源的依賴，但估計到2020年，每年每戶的家居電費及煤氣費總額有機會比現時貴249英鎊。泰晤士報[]

## 7月14日
- 逾12,000名皇家郵政員工計劃在7月17日舉行罷工，不滿局方減薪及削減服務，局方發言人及商務大臣文德森勳爵則重申工會一再阻撓協議好的現代化改革。BBC （页面存档备份，存于）
- 早前在阿富汗陣亡的八名英軍，靈柩運返英國，多處地方舉行悼念儀式。BBC （页面存档备份，存于）

## 7月13日
- 百福郡一名醫生及倫敦一名六歲女童感染豬流感後死亡，令英國的總死亡個案增加至17宗。BBC （页面存档备份，存于）
- 澳洲特技車手羅比·麥迪遜在清晨2時55分，成功騎電單車以打斛斗的方式穿越未有閉合的倫敦塔橋，飛抵泰晤士河的另一邊。這是塔橋自1894年通車以來的首次壯舉。泰晤士報[]

## 7月12日
- 立場極右的英國國家黨黨魁尼克·格里芬在BBC一個節目中聲稱該黨「不要一個只有白人的英國」，但指一旦執政會加強推行自願免費遣返計劃，安排更多少數族裔返回自己的祖籍。BBC （页面存档备份，存于）
- 國防部公佈上周五在阿富汗執勤時陣亡的六名英軍資料，其中三人年齡僅18歲。BBC （页面存档备份，存于）

## 7月11日
- 儘管過去10日有達15名英軍於阿富汗陣亡，英揆白高敦重申英國在當地行動取得勝利。而自2001年自今，已有184名英兵陣亡阿富汗，而在伊拉克陣亡英兵亦有179人。泰晤士報[]
- 六星期前辭任內政大臣的施卓琪接受《衛報》訪問時承認，丈夫動用其議員津貼購買色情電影光碟一事，是她決定辭職的原因之一。BBC （页面存档备份，存于）
- 為慶祝倫敦大笨鐘啟用150周年，鐘樓外牆在入夜時份會被投射「生日賀辭」。BBC （页面存档备份，存于）、BBC （页面存档备份，存于）

## 7月10日
- 英揆白高敦首次與利比亞領袖卡達菲會面，兩人單獨面談約45分鐘，討論不同的政府及經濟議題。BBC （页面存档备份，存于）
- 日前被警方拘捕的諾丁罕郡諸聖天主教學校科學科男教師，正式被落案控告企圖謀殺，將於星期六在曼斯菲爾德裁判法院應訊。BBC （页面存档备份，存于）

## 7月9日
- 諾丁罕郡曼斯菲爾德的諸聖天主教學校發生嚴重傷人案，一名14歲學生在課室受襲送院，情況嚴重，涉嫌傷人的科學科老師被警方拘捕調查。BBC （页面存档备份，存于）
- 上周五林肯郡男子槍傷前妻女兒，然後再自殺一案，警方投訴獨立委員會指男子犯案時，正因為傷人及作出死亡控嚇而在保釋候審當中，委員會正調查為何該男子在保釋期間仍可取得槍械。BBC （页面存档备份，存于）

## 7月8日
- 財相戴理德建議成立一新機構加強監管銀行體系，改變現行由英倫銀行、金融服務局及財政部三方監管的制度；不過保守黨認為監管權力應集中於英倫銀行。BBC （页面存档备份，存于）
- 外交部亞非及聯合國司部長麥禮文勳爵（Lord Malloch-Brown）以私人理由宣佈在7月底辭職，唐寧街10號暫未有公佈繼任人選。BBC （页面存档备份，存于）

## 7月7日
- 皇儲威爾斯親王在倫敦海德公園主持一個紀念雕塑的揭幕儀式，以紀念2005年的倫敦七七爆炸案。雕塑由52枝豎立的不鏽鋼鐵柱整齊排列而成，以代表52名死者。BBC （页面存档备份，存于）
- 英國護照費用將於9月3日上調，官員解釋費用上調是因為近年申領護照數字下跌，導致收入減少。BBC （页面存档备份，存于）

## 7月6日
- 司法部表示過去10年間，有近1,000名違反緩刑條款的罪犯未有依例服刑，至今仍然逍遙法外，當中包括19名殺人犯及12名強姦犯。泰晤士報[]、BBC （页面存档备份，存于）
- 英揆白高敦與法國總統薩爾科齊趁G8峰會將於本周召開，在法國的埃維昂萊班舉行會談，討論多項國際議題。BBC （页面存档备份，存于）

## 7月5日
- 消息指伊朗政府將釋放第八名被扣押的英國使館人員，除此之外，現時仍有一名英方首席政治分析師被扣查，等候接受伊朗當局審訊。BBC （页面存档备份，存于）
- 審計委員會主席接受《觀察家報》訪問，認為公務員今年應該凍薪，即使薪酬上調，加幅亦應受極大限制。BBC （页面存档备份，存于）

## 7月4日
- 倫敦東南部一幢樓宇發生大火，六人喪生，其中一人身份尚待確認。BBC （页面存档备份，存于）
- 消息證實，正被伊朗當局扣留的英國大使館首席政治分析師，將被控以「違背國家安全罪」上庭應訊，外交部正就事件進行調查。BBC （页面存档备份，存于）

## 7月3日
- 伊朗當局表示，部份被指煽動早前示威而遭扣押的英國使館人員，將會上庭受審。BBC （页面存档备份，存于）、泰晤士報[]
- 教育大臣博雅文下令其部門就現時家長透過欺詐手段，為子女取得學位的情況展開調查及撰寫報告，報告預料在11月完成。BBC （页面存档备份，存于）

## 7月2日
- 下院議長約翰·貝爾考表示有意在暑假後以選舉形式選出新的副議長三名，以求打破過往副議長由黨鞭推薦的慣例。BBC （页面存档备份，存于）
- 衛生大臣貝安德擔心，按現時豬流感新增個案的上升趨勢，到8月底英國可能會每日錄得逾100,000宗新增案例。泰晤士報[]

## 7月1日
- 政府公佈有意收回全國快運集團對東岸鐵路的營運權，英揆白高敦表示重新國有化的決定乃因時制宜之策。BBC （页面存档备份，存于）
- 司法大臣施仲宏以「完全沒有悔罪」為理由，否決現年79歲的郵車大盜朗尼·碧斯要求假釋就醫的申請。BBC （页面存档备份，存于）
- 商業大臣文德森勳爵表示，政府在目前經濟環境不適宜局部出售皇家郵政資產。BBC （页面存档备份，存于）
- 下院以250票對247票，否決由政府草擬有關國會辯論內容可用於呈堂證供的議案，今次被否決的議案屬於白高敦國會薪津制度改革的其中一部份，而不少投反對票的議員擔心議案會侵害他們的言論自由BBC （页面存档备份，存于）
- 因處理津貼醜聞不善而被迫請辭的前下院議長邁克爾·馬丁，將獲賜封終身貴族，晉身上院，有關消息引起在野黨派抨擊。BBC （页面存档备份，存于）

| 依月份排列新聞動態 |
| \| - 2014年英國：1月 - 2月 - 3月 - 4月 - 5月 - 6月 - 7月 - 8月 - 9月 - 10月 - 11月 - 12月 - 2013年英國：1月 - 2月 - 3月 - 4月 - 5月 - 6月 - 7月 - 8月 - 9月 - 10月 - 11月 - 12月 - 2012年英國：1月 - 2月 - 3月 - 4月 - 5月 - 6月 - 7月 - 8月 - 9月 - 10月 - 11月 - 12月 - 2011年英國：1月 - 2月 - 3月 - 4月 - 5月 - 6月 - 7月 - 8月 - 9月 - 10月 - 11月 - 12月 - 2010年英國：1月 - 2月 - 3月 - 4月 - 5月 - 6月 - 7月 - 8月 - 9月 - 10月 - 11月 - 12月 - 2009年英國：1月 - 2月 - 3月 - 4月 - 5月 - 6月 - 7月 - 8月 - 9月 - 10月 - 11月 - 12月 - 2008年英國：1月 - 2月 - 3月 - 4月 - 5月 - 6月 - 7月 - 8月 - 9月 - 10月 - 11月 - 12月 檢閱 \| |
| - 2014年英國：1月 - 2月 - 3月 - 4月 - 5月 - 6月 - 7月 - 8月 - 9月 - 10月 - 11月 - 12月 - 2013年英國：1月 - 2月 - 3月 - 4月 - 5月 - 6月 - 7月 - 8月 - 9月 - 10月 - 11月 - 12月 - 2012年英國：1月 - 2月 - 3月 - 4月 - 5月 - 6月 - 7月 - 8月 - 9月 - 10月 - 11月 - 12月 - 2011年英國：1月 - 2月 - 3月 - 4月 - 5月 - 6月 - 7月 - 8月 - 9月 - 10月 - 11月 - 12月 - 2010年英國：1月 - 2月 - 3月 - 4月 - 5月 - 6月 - 7月 - 8月 - 9月 - 10月 - 11月 - 12月 - 2009年英國：1月 - 2月 - 3月 - 4月 - 5月 - 6月 - 7月 - 8月 - 9月 - 10月 - 11月 - 12月 - 2008年英國：1月 - 2月 - 3月 - 4月 - 5月 - 6月 - 7月 - 8月 - 9月 - 10月 - 11月 - 12月 檢閱       |